# Tecla (imperatrice)
Tecla (... – Costantinopoli, 823) è stata un'imperatrice bizantina come moglie di Michele II Amoriano, nonché madre di Teofilo.

## Biografia

### Origini
Secondo Teofane Confessore, Tecla era la figlia di uno sconosciuto strategos del thema Anatolikon nell'esercito del quale aveva prestato servizio Michele II. Il padre di Tecla sarebbe stato, secondo questa ipotesi, il generale, e successivamente ribelle, Bardane il Turco. Michele, Leone V l'Armeno e Tommaso lo Slavo erano strettamente legati ai Bardani, sebbene durante la rivolta dell'estate dell'803 sia Michele che Leo lo avessero abbandonato.
Di Tecla e Michele si sa solo di un figlio, Teofilo (813 - 842) che succedette al padre sul trono imperiale. È possibile che sia anche esistita una figlia, Elena, ma su questo le fonti si contraddicono. Elena è nota come moglie di Teofobo, un nobile giustiziato nell'842 per aver cercato di ottenere per sé il trono imperiale. Gorge Hamartolos, monaco e cronista bizantino nel periodo di Michele III, e Teofane scrivono che Teofobo avrebbe invece sposato la sorella dell'imperatrice Teodora.
Giuseppe Genesio, storico bizantino del X secolo, sostiene che Teofobo avesse sposato la sorella dell'imperatore Teofilo, per cui non risulta chiaro se Elena sia stata cognata o sorella di Teofilo.

### Imperatrice
Nell'820 Leone V accusò il suo ex-compagno d'armi Michele di cospirare contro di lui. Michele fu imprigionato ma riuscì a fuggire ed organizzò l'omicidio di Leone V nella Basilica di Santa Sofia il giorno di Natale dello stesso anno. Michele gli succedette come imperatore e la sua consorte divenne di conseguenza imperatrice. Il suo ruolo di imperatrice fu breve e storicamente non significativo. Poco dopo la sua morte, Michele si sposò in seconde nozze con Eufrosina, figlia di Costantino VI.